# Petrus van der Aa
Voor de Nederlandse cartograaf, zie Pieter van der Aa.
Petrus van der Aa, (Leuven, 1530 - 1594), ook wel Pieter van der Aa of Vanderanus genoemd, was een Brabantse jurist. Zijn vader, Johan van der Aa, kwam uit een bekende Brabantse familie van patriciërs, die zich gevestigd hebben in Leuven, Mechelen en Antwerpen.
Hoewel biografen het onderling oneens zijn over sommige gebeurtenissen in zijn leven, wordt ervan uitgegaan dat Petrus van der Aa in Leuven studeerde en daar zijn graad van Doctor iuris utriusque (doctor in de beide rechten) behaalde in 1559. Drie jaar later verkreeg hij het professoraat in dezelfde stad, wanneer zijn voorganger Johannes Tack naar Dowaai in Frankrijk vertrok.
In 1565 of 1569 werd hij lid van de Raad van Brabant. In 1574 werd hij president van het Hof van Luxemburg en Chiny. Deze functie oefende hij uit tot aan zijn dood in 1594. Petrus van der Aa verwierf de titel van eques auratus (Chevalier doré, niet te verwarren met de Ridders van het Gulden Vlies) op 30 oktober 1583.

## Publicaties
- Aa, Pieter van der, Prochiron sive Enchiridon Judiciarum, 1558, met het voorwoord De ordine judiciario apud veteres usitato.
- Aa, Pieter van der, De privilegiis creditorum commentarius, ad Joachimum Hopperum, 1560, herdrukt in Tractatus Tractatuum, vol. XVIII en Novus Thesaurus II. Het werk bevat eveneens een voorwoord opgedragen aan van der Aa's goede vriend en collega Joachim Hoppers die in 1561 naar Dowaai vertrok.